# Liste der Pfarreien des Lateinischen Patriarchats von Jerusalem mit ihren Kirchengebäuden
Das Lateinische Patriarchat von Jerusalem ist eine immediate (exempte) Diözese der römisch-katholischen Kirche. Dem Patriarchat unterstehen 64 Pfarreien (Kirchengemeinden). Das Patriarchat umschließt territorial Israel (ohne Gebietserweiterungen nach 1967), Jordanien, die Palästinensischen Autonomiegebiete, die israelisch verwalteten Gebiete im Westjordanland und Zypern. Der Golan gehört nicht zum Patriarchat.

## Aufteilung der Pfarreien in Bereiche
Die 64 Pfarreien mit gut 78.000 Katholiken und 85 Diözesanpriestern (Stand 2010) sind nach vier Pfarrbereichen gegliedert. Diese sind in alphabetischer Folge:
- Israel (ohne Jerusalem), für das ein Bischofsvikar in Nazareth bestellt ist,
- Jerusalem und die Palästinensischen Autonomiegebiete, direkt in der Zuständigkeit des Patriarchen,
- Jordanien, für das ein Bischofsvikar in Amman bestellt ist, sowie
- Zypern, für das ein Bischofsvikar in Nikosia bestellt ist.

Die in der Liste aufgeführten Pfarrorte, Seelsorgestellen und Patrozinien folgen den Angaben des Lateinischen Patriarchats.

## Pfarreien und Seelsorgestellen mit Kirchengebäuden und Kapellen
| Pfarrort          | Patrozinium der Pfarrei                    | Bild | Kirchengebäude | Bemerkungen | Pfarrbereich                    |
| ----------------- | ------------------------------------------ | ---- | --- | --- | ------------------------------- |
| Jerusalem         | Namen Jesu                                 |      | Konkathedrale vom Allerheiligsten Namen Jesu | Die 1872 fertiggestellte Konkathedrale ist Teil des Baukomplexes des Lateinischen Patriarchats in der Altstadt.                                                          | Jerusalem und Paläst. Autonomie |
| Jerusalem         | Salvator                                   |      | St. Salvatorkirche mit schwarzer Turmspitze, rechts davon das Türmchen und der Giebel der Konkathedrale Namen Jesu.                                                               | Die Salvatorkirche liegt im San-Salvatore-Komplex im Christlichen Viertel der Altstadt.                                                                                  | Jerusalem und Paläst. Autonomie |
| Beit Hanina       | Apostel Jakobus Zebedaei                   |      | St.-Jakob-Kirche | Beit Hanina (arabisch بيت حنينا; hebräisch בית חנינא) ist Seelsorgestelle der Pfarrei Sankt Salvator.                                                                    | Jerusalem und Paläst. Autonomie |
| Jerusalem         | Salvator                                   |      | Kapelle des Terra Sancta Colleges | Seelsorgestelle der Pfarrei Sankt Salvator. | Jerusalem und Paläst. Autonomie |
| Akko              | Johannes der Täufer                        |      | St.-Johannis-Baptist-Kirche | | Israel (ohne Jerusalem)         |
| Beʾer Scheva      | Erzvater Abraham                           |      | St.-Abraham-Kirche | Bei St. Abraham besteht auch eine hebräischsprachige Gemeinde. | Israel (ohne Jerusalem)         |
| Kafr Kanna        | Erstes Wunder Jesu                         |      | Lateinische Hochzeitskirche | Erbaut 1880 | Israel (ohne Jerusalem)         |
| Eilat             | Dreifaltigkeit                             |      | Dreifaltigkeitskirche | | Israel (ohne Jerusalem)         |
| Haifa             | Joseph von Nazareth                        |      | St.-Joseph-Kirche | Erbaut 1961 | Israel (ohne Jerusalem)         |
| Jafa an-Naseriyye | Apostel Johannes Zebedaei                  |      | St.-Johannis-Apostel-Kirche | Das nazarenische Jafa (يافة الناصره) heißt auf Hebräisch Jafi'a (יָפִיעַ).                                                                                                  | Israel (ohne Jerusalem)         |
| Mateh Jehuda      | Unsere Liebe Frau Maria von Palästina      |      | Klosterkirche Unserer Lieben Frau Maria von Palästina | Die Kirche ist Teil des Klosters Deir Rafat. | Israel (ohne Jerusalem)         |
| Nazareth          | Mariae Verkündigung durch Erzengel Gabriel |      | Verkündigungsbasilika | Archäologische Grabungen und Neubau 1955–1969, Weihe 23. März 1969. | Israel (ohne Jerusalem)         |
| Rameh             | Antonius der Große                         |      | St.-Antonius-Kirche | | Israel (ohne Jerusalem)         |
| Ramleh            | Nikodemus und Joseph von Arimathea         |      | St.-Nikodemus-und-Joseph-Kirche | Eine Seelsorgestelle besteht in Lod | Israel (ohne Jerusalem)         |
| Reina             | Joseph der Arbeiter                        |      | Kirche St. Joseph der Arbeiter | | Israel (ohne Jerusalem)         |
| Schefa-'Amr       | Joseph von Nazareth                        |      | St.-Joseph-Kirche | | Israel (ohne Jerusalem)         |
| Tel Aviv-Jaffa    | Antonius von Padua                         |      | St.-Antonius-Kirche | Die neugotische Kirche liegt im Stadtteil Ajami, südlich von Jaffa. | Israel (ohne Jerusalem)         |
| Tel Aviv-Jaffa    | Simon Petrus                               |      | St.-Peter-Kirche | Neben Franziskanern nutzt die hebräischsprachige Gemeinde die Peterskirche. Die 1654 erbaute Kirche liegt im Stadtteil Jaffa unweit des Ufers.                           | Israel (ohne Jerusalem)         |
| Tiberias          | Simon Petrus                               |      | Lateinischer Konvent (Terra Sancta) mit Statue des Simon Petrus. | | Israel (ohne Jerusalem)         |
| Abud              | Schmerzensmutter                           |      | Kirche Unserer Lieben Frau Maria von den Sieben Schmerzen | | Jerusalem und Paläst. Autonomie |
| Ain Arik          | Mariae Verkündigung                        |      | Verkündigungskirche | Die Gemeinde in Ain Arik (عين عريك) wird von Jerusalem aus betreut. | Jerusalem und Paläst. Autonomie |
| Bait Dschala      | Mariae Verkündigung                        |      | Verkündigungskirche | Die Kirche wurde 1858 erbaut. | Jerusalem und Paläst. Autonomie |
| Bait Sahur        | Unsere Liebe Frau Maria von Fátima         |      | Liebfrauenkirche | | Jerusalem und Paläst. Autonomie |
| Bethlehem         | Katharina von Alexandria                   |      | St.-Katharinen-Kirche mit Säulendenkmal des Sophronius Eusebius Hieronymus | | Jerusalem und Paläst. Autonomie |
| Bir Zait          | Unbefleckte Empfängnis                     |      | Kirche der Unbefleckten Empfängnis | | Jerusalem und Paläst. Autonomie |
| Dschenin          | Erlöser                                    |      | Erlöserkirche | Seelsorgestellen bestehen in Birqin, Dahiyat Sabah-al-Cheir, Deir Ghazaleh, Dschaalameh, Kafr Qud, Muqeibileh und Ya'bad.                                                | Jerusalem und Paläst. Autonomie |
| Dschifna          | Joseph von Nazareth                        |      | St.-Joseph-Kirche | Der Ort Dschifna (arabisch جفنا) gilt als das biblische Ophni (עפני; altgriechisch Γοφνα, Gophna; lateinisch Cofna; talmud.-hebräisch בן גופנין, Ben Gufnin).            | Jerusalem und Paläst. Autonomie |
| Gaza              | Heilige Familie                            |      | Kirche der Heiligen Familie | | Jerusalem und Paläst. Autonomie |
| Jericho           | Guter Hirte                                |      | Kirche zum Guten Hirten | 1924/1925 erbaut. | Jerusalem und Paläst. Autonomie |
| Nablus            | Heiland am Jakobsbrunnen                   |      | Heilandskirche am Jakobsbrunnen | Die Pfarrei wird von Rafidia mit betreut. Eine Seelsorgestelle besteht in Burqa (بُرقه).                                                                                  | Jerusalem und Paläst. Autonomie |
| Rafidia, Nablus   | Justin der Märtyrer                        |      | St.-Justin-Kirche | Die Kirche wurde 1887 erbaut. Seit 1966 gehört Rafidia (رفيديا) zu Nablus. Seelsorgestellen bestehen in Azzun (عزّون) und Tulkarm.                                        | Jerusalem und Paläst. Autonomie |
| Ramallah          | Heilige Familie                            |      | Kirche der Heiligen Familie | Pfarrei 1860 begründet. Kirche 1913 erbaut. | Jerusalem und Paläst. Autonomie |
| Taybeh            | Erlöser                                    |      | Erlöserkirche | 1971 geweiht. Ersatzbau für eine ältere Kirche in Taybeh (الطيبة). | Jerusalem und Paläst. Autonomie |
| Zababdeh          | Mariae Heimsuchung                         |      | St.-Mariä-Heimsuchung-Kirche | | Jerusalem und Paläst. Autonomie |
| Ader und Rabba    | Joseph von Nazareth                        |      | St.-Joseph-Kirche | | Jordanien                       |
| Adschlun          | Paulus (Scha'ul) von Tarsos                |      | St. Pauluskirche | | Jordanien                       |
| Amman             | Joseph von Nazareth                        |      | St.-Joseph-Kirche | Die Kirche liegt im Stadtteil Dschabel Amman. | Jordanien                       |
| Amman             | Unsere Liebe Frau Maria vom Karmel         |      | Liebfrauenkirche | Die Pfarrei liegt im Stadtteil Dschabel Hashimi. | Jordanien                       |
| Amman             | Franz von Sales                            |      | Franz-von-Sales-Kirche | Die Pfarrei liegt im Stadtteil Dschabel Hussain. | Jordanien                       |
| Amman             | Mariae Verkündigung                        |      | Verkündigungskirche | Die Pfarrei liegt im Stadtteil Dschabel Luwaibdeh | Jordanien                       |
| Amman             | Maria Mutter der Kirche                    |      | Kirche St. Mariae Mutter der Kirche | Die Pfarrei liegt in Marka (auch Hittin oder Schneller genannt), einem Stadtteil, der aus einem Flüchtlingslager für Palästinenser hervorging.                           | Jordanien                       |
| Amman             | Christ König                               |      | Christ-König-Kirche | Die Pfarrei liegt im Stadtteil Misdar | Jordanien                       |
| Amman             | Maria von Nazareth                         |      | Lateinischer Konvent | Predigtstätte ist im Lateinischen Konvent im Stadtteil Sweifieh. | Jordanien                       |
| Amman             | Herz Jesu                                  |      | Herz-Jesu-Kirche | Die Pfarrei liegt im Stadtteil Tilaa-el-Ali. | Jordanien                       |
| Amman             | Umm Zuwaytina                              |      | Lateinischer Konvent | Predigtstätte ist im Lateinischen Konvent im Stadtteil Umm Zuwaytina. | Jordanien                       |
| Amman             | Herz Jesu                                  |      | Jesuitenzentrum | Die Pfarrei ist englischsprachig und trifft sich im Jesuitenzentrum | Jordanien                       |
| Andschara         | Heimsuchung Unserer Lieben Frau Maria      |      | Liebfrauenkirche | Andschara ist im Bezirk Adschlun. Eine Seelsorgestelle besteht in Kufrindschi.                                                                                           | Jordanien                       |
| Aqaba             | Prophet Elias                              |      | Eliaskirche | | Jordanien                       |
| Fuhays            | Maria des unbefleckten Herzens             |      | St.-Marienkirche | Fuhays ist der einzige überwiegend von Christen bewohnte Ort Jordaniens, mit etwa 4.000 Katholiken unter den 13.000 Einwohnern.                                          | Jordanien                       |
| Fuhays-Al-Alali   | Unsere Liebe Frau Maria der Gnade          |      | Lateinischer Konvent | Predigtstätte ist im Lateinischen Konvent in Balad. | Jordanien                       |
| Husn              | Unbefleckte Empfängnis                     |      | Kirche der Unbefleckten Empfängnis | Al-Husn (الحصن), nahe Irbid, wurde von Seetzen beschrieben, der dort 1806 weilte.                                                                                        | Jordanien                       |
| Irbid             | Heiliger Georg                             |      | St.-Georgs-Kirche | Eine Seelsorgestelle besteht in Aydun | Jordanien                       |
| Karak             | Unsere Liebe Frau Maria vom Rosenkranz     |      | Liebfrauenkirche | | Jordanien                       |
| Madaba            | Enthauptung Johannis des Täufers           |      | Kirche St. Johannis des Täufers Enthauptung | | Jordanien                       |
| Mafraq            | Joseph von Nazareth                        |      | St.-Joseph-Kirche | | Jordanien                       |
| Maʿan             | Jakobus der Kleine                         |      | St. Jakobuskirche | Ma'an schreibt sich arabisch معان, DMG Maʿān. | Jordanien                       |
| Mardsch al-Hamam  | Herz Jesu                                  |      | Lateinischer Konvent | Predigtstätte ist im Lateinischen Konvent. Mardsch al-Hamam (مرج الحمام) bildet den 27. Bezirk Groß Ammans                                                               | Jordanien                       |
| Na'ur             | Herz Jesu                                  |      | Lateinischer Konvent, angezeigt durch den zweiten Pfeil von rechts, auf einem Panoramaphoto von Na'ur um 1965.                                                                    | Predigtstätte ist im Lateinischen Konvent. Na'ur (ناعور) bildet jetzt den 26. Bezirk Groß Ammans.                                                                        | Jordanien                       |
| Rumaymin          | Kreuzerhöhung, Exaltatio Sanctae Crucis    |      | Lateinischer Konvent | Predigtstätte ist im Lateinischen Konvent. Rumaymin ist ein Ortsteil von as-Salt                                                                                         | Jordanien                       |
| Rusayfeh          | Maria Mutter der Kirche                    |      | Kirche St. Mariae Mutter der Kirche? | | Jordanien                       |
| Safout            | Teresa de Jesús de Los Andes               |      | Lateinischer Konvent | Predigtstätte ist im Lateinischen Konvent. | Jordanien                       |
| Salt              | Mariae Himmelfahrt                         |      | St.-Mariae-Himmelfahrts-Kirche, oben rechts im Bild. | As-Salt (السلط) geht auf das antike Saltos (altgriechisch Σαλτος) zurück.                                                                                                | Jordanien                       |
| Schatana          | Mariae Verkündigung                        |      | Lateinischer Konvent | Predigtstätte ist im Lateinischen Konvent. | Jordanien                       |
| Smakieh           | Erzengel Michael                           |      | Lateinischer Konvent | Predigtstätte ist im Lateinischen Konvent. | Jordanien                       |
| Wahadinah         | Prophet Elias                              |      | Eliaskirche | Al-Wahadinah schreibt sich arabisch الوهادنه. | Jordanien                       |
| Zarqa Nord        | Zwölf Apostel                              |      | Zwölf-Apostel-Kirche | | Jordanien                       |
| Zarqa Süd         | Pius X.                                    |      | St.-Pius-Kirche | | Jordanien                       |
| Larnaka           | Gratia Maria (Maria Gnadenmutter)          |      | St.-Marienkirche | Eine Seelsorgestelle besteht im Franziskanerkonvent in Agia Napa. | Zypern                          |
| Limassol          | Katharina von Alexandria                   |      | St.-Katharinenkirche | 1872–1879 erbaut. | Zypern                          |
| Nikosia           | Heiliges Kreuz                             |      | Heilig-Kreuz-Kirche mit Mauer zu Nord-Nikosia | 1900–1902 erbaut. Die Kirche liegt in der Pufferzone und der Hauptzugang ist durch die Mauer versperrt. Eine Seelsorgestelle besteht im nordzypriotischen Girne/Kyrenia. | Zypern                          |
| Nikosia           | Heiliges Kreuz                             |      | Kapelle des Terra Sancta Colleges | Seelsorgestelle der Pfarrei Heilig Kreuz | Zypern                          |
| Paphos            | Unsere Liebe Frau Maria von Chrysopolis    |      | Kirche Unserer Lieben Frau Maria von Chrysopolis (Panhagia Chrysopolitissa) in Kato-Paphos, hier mit Paulus-Säule, an der Paulus festgebunden und ausgepeitscht worden sein soll. | Eine Seelsorgestelle besteht in Polis Chrysochous. | Zypern                          |
| Polis Chrysochous | Nikolaus von Myra                          |      | St.-Nikolaus-Kirche | Die Seelsorgestelle von Paphos ist seit 1992 zu Gast in dieser orthodoxen Kirche.                                                                                        | Zypern                          |